# Sol-gel
Trong khoa học vật liệu, phương pháp sol-gel là một phương pháp để sản xuất vật liệu rắn từ các phân tử nhỏ. Phương pháp này được sử dụng để chế tạo các oxide kim loại, đặc biệt là các oxide của silic và titan. Quá trình này liên quan đến việc chuyển đổi các monome vào một dung dịch keo (sol) đóng vai trò như là tiền thân cho một mạng tích hợp (hoặc gel) của một trong các hạt rời rạc hoặc các polyme mạng. tiền chất điển hình là alkoxides kim loại.